# Balurghat
Balurghat (en bengalí: বালুরঘাট ) es una ciudad de la India, centro administrativo del distrito de Balurghat, en el estado de Bengala Occidental.

## Geografía
Se encuentra a una altitud de 26 m s. n. m. a 464 km de la capital estatal, Calcuta, en la zona horaria UTC +5:30.

## Demografía
Según estimación 2010 contaba con una población de 148 196 habitantes.